# Fiona Rene
Fiona Rene (* 5. April 1988 in Montana) ist eine chinesisch-US-amerikanische Schauspielerin und Synchronsprecherin.

## Leben
Rene wurde am 5. April 1988 im US-Bundesstaat Montana geboren. Als Kind zog die Familie oft um. Im Alter von 13 Jahren zogen Rene und ihre Familie von Michigan nach Texas, wo sie schließlich im Alter von 16 Jahren die High School abschloss und das Austin Community College und dann die Oklahoma Baptist University besuchte. Sie arbeitete längere Zeit in einem Spukhaus. Für mehrere Jahre lebte sie in London. 2004 debütierte sie als Filmdarstellerin in einer Nebenrolle als Breakdancerin. Zu Beginn der 2010er Jahre folgten weitere Rollen in Kurz- und Spielfilmen. 2015 hatte sie jeweils Episodenrollen in den Fernsehserien Episodes und Critical inne. 2016 war sie in der Rolle der Carabosse im Actionfilm Villain Squad – Armee der Schurken. Es folgten weitere Rollen in verschiedenen Kurzfilmen, unter anderen in Tommy Gun aus dem Jahr 2019, für den sie ebenfalls als Regisseurin und Produzentin tätig war. Ab demselben Jahr bis einschließlich 2020 spielte sie in der Fernsehserie Stumptown die Rolle der Detektivin Kara Lee. Eine Nebenrolle als Godmother hatte sie 2020 in Underwater – Es ist erwacht inne. 2021 spielte sie in acht Episoden der Fernsehserie Ich weiß, was du letzten Sommer getan hast die Rolle der Lyla. Seit 2022 ist sie in der Fernsehserie Fire Country als Rebecca Lee zu sehen.
Seit Mitte der 2010er Jahre ist Rene auch als Synchronsprecherin zu hören und lieh ihre Stimme verschiedenen Charakteren vor allem in Computerspielen.

## Filmografie (Auswahl)
- 2004: The Breakdance Kid
- 2010: Snatch 'n' Grab
- 2010: Polterzeitgeist (Kurzfilm)
- 2013: Cushion Apocalypse (Kurzfilm)
- 2014: Co-Ed Campfire Carnage
- 2014: In Transit
- 2015: Episodes (Fernsehserie, Episode 4x02)
- 2015: Critical (Fernsehserie, Episode 1x06)
- 2016: Villain Squad – Armee der Schurken (Sinister Squad)
- 2016: Into the Stream (Kurzfilm)
- 2016: Dead Unanimity (Kurzfilm)
- 2017: Trap (Kurzfilm)
- 2017: No Spring Without Winter (Kurzfilm)
- 2017: Pizza Bobby (Kurzfilm)
- 2018: Jane the Virgin (Fernsehserie, Episode 4x08)
- 2018: ABC Discovers: Los Angeles Talent Showcase (Kurzfilm)
- 2018: Randos (Fernsehfilm)
- 2019: Mars Home Planet (Kurzfilm)
- 2019: The Debacle (Kurzfilm)
- 2019: L.A.’s Finest (Fernsehserie, Episode 1x11)
- 2019: Grey’s Anatomy (Fernsehserie, Episode 16x01)
- 2019: Greenlight
- 2019: Cactus Flower (Kurzfilm)
- 2019: Tommy Gun (Kurzfilm; auch Regie und Produktion)
- 2019: Solve (Fernsehserie, Episode 16x171)
- 2019–2020: Stumptown (Fernsehserie, 9 Episoden)
- 2020: Underwater – Es ist erwacht (Underwater)
- 2020: Savage/Love (Miniserie, Episode 1x05)
- 2020: Interconnected (Fernsehserie, Episode 1x03)
- 2020: Instant Gratification (Kurzfilm)
- 2020: I.M.L.A.
- 2021: Navy CIS: Hawaiʻi (NCIS: Hawaiʻi, Fernsehserie, Episode 1x02)
- 2021: Ich weiß, was du letzten Sommer getan hast (I Know What You Did Last Summer, Fernsehserie, 8 Episoden)
- 2022: S.W.A.T. (Fernsehserie, Episode 5x14)
- 2022–2023: The Lincoln Lawyer (Fernsehserie, 3 Episoden)
- 2022: The Rookie (Fernsehserie, Episode 5x02)
- 2022–2023: Fire Country (Fernsehserie, 5 Episoden)
- 2024: The Keepers of the 5 Kingdoms
- seit 2024: Tracker (Fernsehserie)

## Synchronisationen
- 2013: Magrunner: Dark Pulse (Computerspiel)
- 2013: Cabela’s African Adventures (Computerspiel)
- 2014: Q.U.B.E: Director’s Cut (Computerspiel)
- 2017: The Invisible Hours (Computerspiel)
- 2020: Yakuza: Like a Dragon (龍が如く7 光と闇の行方/Ryū ga Gotoku 7: Hikari to Yami no Yukue, Computerspiel)
- 2021: United States of Al (Fernsehserie, Episode 2x01)
- 2022: We Are OFK (Computerspiel)